# نورمان جونز (متسابق يخت)
نورمان جونز هو متسابق يخت كندي، ولد في 9 ديسمبر 1923، وتوفي في 19 أكتوبر 1995.

## وصلات خارجية
- نورمان جونز على موقع أوليمبيديا (الإنجليزية)